# Kyle Dubas

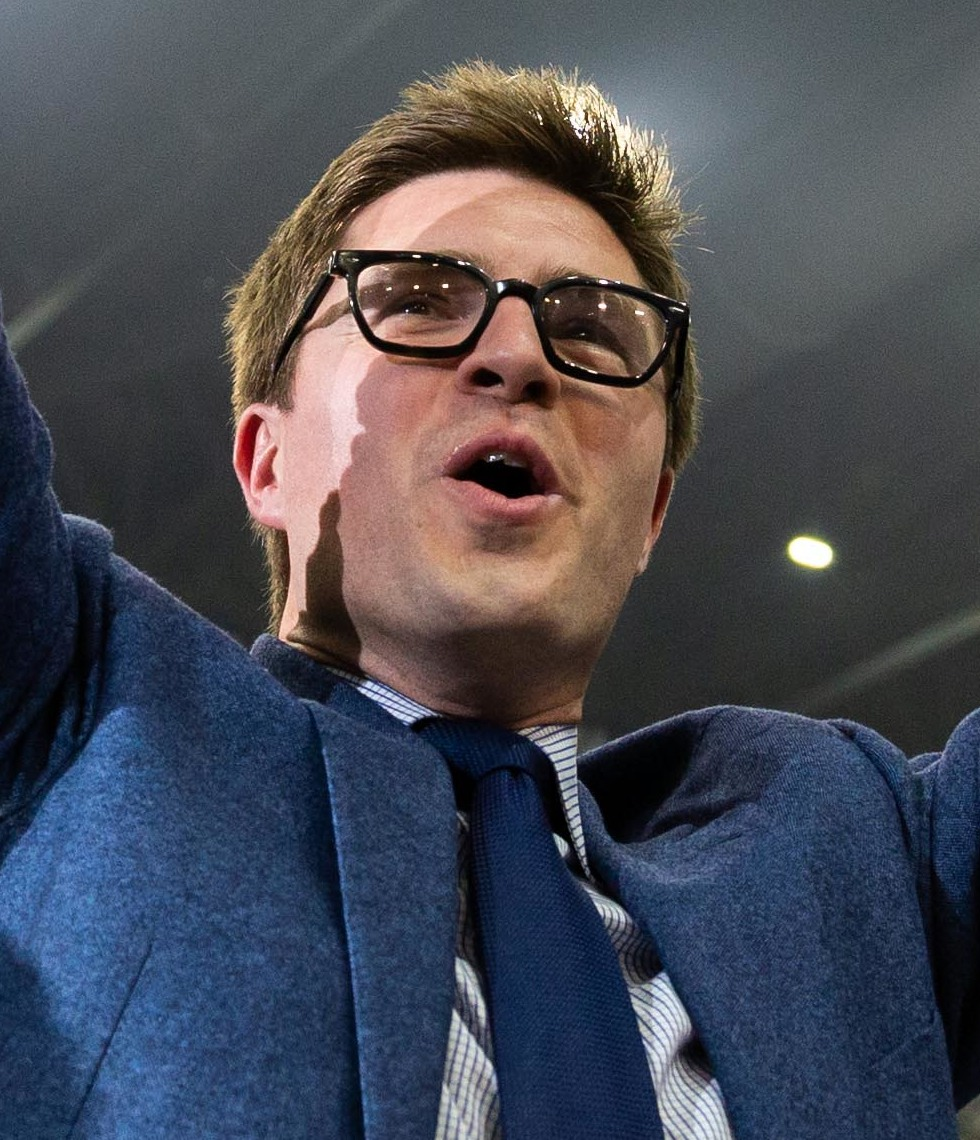
Kyle Dubas (2018)

Kyle Dubas (* 29. November 1985 in Sault Ste. Marie, Ontario) ist ein kanadischer Eishockeyfunktionär. Seit Juni 2023 fungiert er als President of Hockey Operations sowie seit August 2023 auch als General Manager bei den Pittsburgh Penguins in der National Hockey League (NHL). Von Mai 2018 bis Mai 2023 war er zuvor als General Manager der Toronto Maple Leafs tätig.

## Karriere
Kyle Dubas begann seine Karriere in seiner Heimatstadt bei den Sault Ste. Marie Greyhounds, so war er für das Team aus der Ontario Hockey League (OHL) bereits als Teenager tätig und übernahm in der Folge eine Reihe von Aufgaben, beispielsweise als Scout. Parallel dazu studierte er Sportmanagement an der Brock University und wurde nach Abschluss des Studiums von der National Hockey League Players’ Association (NHLPA) als Spielerberater lizenziert. Anschließend war er von 2006 bis 2011 für Uptown Sports Management tätig und repräsentierte in dieser Zeit Profispieler wie Kyle Clifford oder Andrew Desjardins.
Zur Saison 2011/12 wurde Dubas als neuer General Manager der Sault Ste. Marie Greyhounds vorgestellt, wobei der Kanadier im Alter von 25 Jahren zum zweitjüngsten General Manager in der Geschichte der OHL wurde. In seinen drei Jahren als Manager der Greyhounds sorgte er unter anderem für die Verpflichtung von Sheldon Keefe als Cheftrainer und gewann mit dem Team in der Spielzeit 2013/14 die Bumbacco Trophy als bestes Team der West Division.
Im Juli 2014 wechselte Dubas in den Profibereich, als er von den Toronto Maple Leafs als Assistent von General Manager Dave Nonis eingestellt wurde. Zugleich übernahm er die Position des General Managers bei deren Farmteam, den Toronto Marlies, in der American Hockey League (AHL), und installierte im Jahr darauf auch dort Sheldon Keefe als Headcoach. Seine Funktion bei den Maple Leafs behielt Dubas auch unter dem neuen General Manager Lou Lamoriello, der im Sommer 2015 die sportliche Leitung übernahm. Lamoriello unterzeichnete einen Dreijahresvertrag und sollte in dieser Zeit den Weg für seinen Nachfolger ebnen, sodass er im April 2018 erwartungsgemäß bekanntgab, aus seiner Position auszuscheiden. Wenig später verkündeten die Leafs, dass Dubas seine Nachfolge antritt, wobei er zu diesem Zeitpunkt nach John Chayka zum zweitjüngsten General Manager der Liga wurde. Wenig später gewannen die Toronto Marlies unter seiner Leitung die AHL-Playoffs 2018 und somit den Calder Cup.
In den folgenden Jahren formte er den Kader der Maple Leafs unter anderem mit den Vertragsverlängerungen von Auston Matthews, Mitchell Marner und William Nylander sowie der Free-Agent-Verpflichtung von John Tavares, der wenig später zum Kapitän ernannt wurde. In den Stanley-Cup-Playoffs 2023 gelang es dem Team dann erstmals nach 2004 wieder, eine Playoff-Runde zu gewinnen, jedoch scheiterte man dann in der folgenden Runde an den Florida Panthers. Wenig später verkündete Brendan Shanahan, Präsident der Maple Leafs, überraschend die Nicht-Verlängerung von Dubas’ zu Ende Juni 2023 auslaufenden Vertrages als GM.
Bereits wenig später wurde der Kanadier als neuer President of Hockey Operations bei den Pittsburgh Penguins eingestellt, wo er unter anderem die Nachfolge von General Manager Ron Hextall regeln soll. Im August 2023 wurde jedoch verkündet, dass Dubas selbst das Amt des „GM“ in Personalunion übernimmt.
Im Jahre 2015 wurde Dubas in den Forbes 30 Under 30 in der Kategorie Sport gelistet.